# Bodenstein (Naturschutzgebiet)
Das Naturschutzgebiet Bodenstein liegt im Landkreis Eichsfeld in Thüringen. Es erstreckt sich nördlich von Wintzingerode, einem Ortsteil der Stadt Leinefelde-Worbis. 

## Lage
Das Naturschutzgebiet befindet sich am Steilabfall des Ohmgebirgsplateaus westlich des Bornberges. Der Steilhang zum Tal des Silbergrundes ist durch mehrere Seitentäler in einzelne Bergkuppen gegliedert. Von Nord nach Süd sind das der Mittelberg (ca. 485 m), der Große Kranzberg (481,1 m), der Kleine Kranzberg (ca. 460 m) und der Schlossberg (465,2 m) mit der Burg Bodenstein, die mit ihrer bebauten Fläche aber nicht mehr zum Naturschutzgebiet zählt. Mehrere Quellen in den Seitentälern speisen den Silbergrundgraben der in die Katharine mündet. Zu erreichen ist das bewaldete Gebiet über Wanderwege von der Landesstraße L 1012 und der Kreisstraße 201 zum Ortsteil Bodenstein oder westlich von der B 247 über dem Ort Wintzingerode.
Geologisch bestehen die Berg- und Hanglagen aus Unterem Muschelkalk, die Täler aus Oberen Buntsandstein (Röt), der durch Erosionserscheinungen und Bergstürze meist von Muschelkalk bedeckt wird. Einige Felsstürze führten zu freiliegenden Muschelkalkfelsen.

## Bedeutung
Das 133,5 ha große Gebiet mit der NSG-Nr. 006 wurde im Jahr 1961 unter Naturschutz gestellt. 